# 世纪佳缘
世纪佳缘（Jiayuan）是一个中国线上约会服务网站。

## 历史
2003年10月8日由龚海燕在校读书期间创建于上海，龚海燕是北京大学文学士、复旦大学媒介经营管理硕士。23岁时以县級文科状元成绩被北京大学錄取。而2015年3月2日紀錄顯示，龚海燕已經出清持股且未擔任何職務，已經退出公司。目前由董事長吴琳光主導公司。
2006年6月1日世纪佳缘成为微软MSN佳缘交友频道合作伙伴，2008年起在北京的地铁免费发阅《追爱宝典》手冊，2011年5月11日在美国纳斯达克股票上市也是在纳斯达克上市的全球首个婚恋网站。
2015年12月7日，百合网宣布拟收购世纪佳缘全部股份。2017年百合网与世纪佳缘正式完成合并，從美股退市改登錄中國新三板。後來公司更名为百合佳缘。2018年，郭广昌斥资40亿入主百合佳缘。2019年10月，百合佳缘從新三板退市。2022年5月20日，百合佳缘又更名为复爱合缘。

## 詐欺事件

### 武汉案
2015年3月20日，據武汉晚报報導，有一名在當地擔任主管職位的33岁男子小杰，分三次共缴纳45万元參加世纪佳缘高價上流專案征婚，其中多筆款項不開發票。之後两年与21位女孩见面但過程詭異。每次见面女孩无一例外要求高昂禮物，但之後又以失敗收場，更荒唐是自己動用多名朋友追查還發現其中有當過妓女的失足女子。
事發後佳缘国际有限公司执行副总裁张亚红，与其公关部公关主管杜薇，专程赶到武汉晚报社，表示诚恳接受媒体监督，“武汉分公司确实存在一些问题，我们正在积极处理这件事。”然而经过多次交涉，武漢分公司负责人刘洁曾表示可以退20萬，但之後又有律師出面說一毛不退，之後拖到合約結束日期就強硬表明合約已結束，以後不提供服務也不退錢。與記者上門討公道時還一度被刘洁請進保安來要把人轟走，然而沒想到該保安也同情當事人，表示“這裡鬧的人多了，還有過拉布條的，被騙錢數更多的人也有”。事發並媒體見報後武汉地税部门依據其不開發票問題，針對世纪佳缘開始調查。

### 连云港案
2017年9月连云港海州警方抓获一名涉嫌假冒警察以及公务员身份进行诈骗的男子，多名女子被其骗财骗色。許多報案人稱是在世纪佳缘認識推薦該人，才與其交往。警方调查后发现嫌疑人“刘炜”的姓名及个人信息全是假，被其诈骗还有多名女子，甚至还有90后的网络女主播。为了掩饰自己的身份，刘炜办理手机卡、外出住宿登记，使用的都是一些被骗女子處偷來或騙來的身份证。其騙錢理由也是光怪陸離，有生意周轉、車禍、犯小人要大師改運等理由。

### 杭州案
2019年初浙江電視台打假節目《1818黃金眼》開始多集追蹤一件吳先生的世纪佳缘相親糾紛。此案也導致世紀佳緣形象重創，事主在網站上註冊後被介紹一名對象朱女，對方資料是北大畢業當老師同時父親是大企業上市公司董事長，但該女子見面後卻開始不斷索要高價禮物，言行也不像大戶人家教養，三天花近三萬人民幣然而後續蹊蹺之處日多，查證過程世纪佳缘一再表示背景百分之百核實正確。
但記者媒體介入後全面追查，縣教育局收到投訴一查發現，該女學歷造假不是北大學士只是華東師範的遠程函授中專學歷，且四處欠債剛離婚並有兩個小孩，其債主也以逃債向警方報案追逃朱女，她父親也不是大公司董事長只是農民，學歷造假事發後被杭州臨平的私立學校快速開除。整個事件發酵過程世纪佳缘採迴避與拖延態度，不肯正面出面面對媒體，只在電話中表示公司在處理中。之後世纪佳缘工作人员，在小吴不知情的情况下找到他家想协商，小吴并不想私下协商，报了警对方才离开。
之後電視台採取潛入搜查，一女記者冒充想要相親的會員前往登記參加專案，出來接應的紅娘老師所言雲山霧罩，隨意說出的男會員都是留學高富帥有車房，年薪四五十萬人民幣，全家都工程師等且又表明百分百核實。而要接觸這些男人必須參加年費2.8萬的專案，然而後續嫌貴之後又可講價至半價甚至一萬，還教導記者可以用「牽手後付」專案，相親成功後要男方來付。整體過程隨意性極高，話術荒謬，且女方資料學歷收入由記者隨意填寫，不必拿出任何證據，紅娘老師就開始用此資料建檔聯絡男子。
事件大規模擴散後開始有眾多世纪佳缘前任加盟店的店長出來爆料，表示該公司經營混亂，收取高額加盟金後放任店家自生自滅與當初的入盟說明差距大，總公司從未能提供大量優質的會員資料庫供店家運轉，反而是一些少量劣質的資料，甚至前任青島加盟商說一百筆資料中可信的不到兩三筆，多數會員的背景家庭資料、學歷、收入、犯罪前科都是隨意假冒且未經核實就被掛上百分百真實的口號，加盟店自力下去核實後剃除不能用的假會員僅剩少數人能運轉介紹，尤其女少男多現象極為嚴重，深圳與湖州前任加盟商都爆料此時總公司還明示他們找演員「婚托」出面假相親後再說失敗，以應付繳錢會員合約的介紹人數量承諾。
杭州武林市场监管所和公安部门介入表示世纪佳缘涉嫌欺诈，执法部门介入调查。

### 被指以“杀猪盘”套路诈骗及侵犯隐私权
2021年12月，澎湃新闻报道称该网站记者在11月初，以应聘形式卧底进入世纪佳缘一家线下直营门店。记者调查发现，销售红娘入职获得CRM系统登陆权限后，从门店或所在城市的资源库捞取会员资源可以直接进入自己的库，并在会员的个人页面自动解锁该会员发出的所有私密聊天记录，并能察看该会员在线上看过的至少20位异性信息，包括对方的个人照片、身高、学历、购房购车等情况。有销售人员向记者表示，即使后台看到“杀猪盘”套路诈骗，也要无视，避免用户举报公司侵犯个人隐私。12月7日，世纪佳缘发表声明，称该公司出现了“滥用职权”查阅用户信息的严重违规行为，公司负有不可推卸的责任，并称目前公司已经在后台去除此功能。
2021年12月10日，江苏省消保委以视频会议的形式约谈世纪佳缘。该公司其后回应称，针对会员信息确认，将采用线上人脸识别、线下身份认证等方式加强信息审核，加强员工审核业务能力培训，探索引入第三方信息查询平台审查会员信息。

## 合作節目
- 称心如意- 湖南衛視
- 愛情保衛戰 - 天津卫视
- 情感传奇 - 广西电视台综艺频道
- 拜托了前任 - 網路節目